# Castelbuono

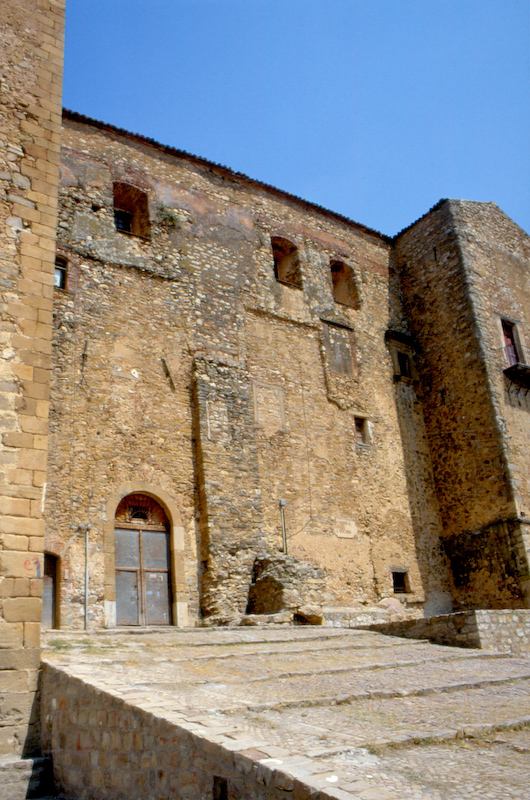
Widok na budynek

Castelbuono – miejscowość i gmina we Włoszech, w regionie Sycylia, w prowincji Palermo.
Według danych na rok 2004 gminę zamieszkiwało 9640 osób, 160,7 os./km². W miejscowości znajduje się dużo zabytkowych kościołów.